# Анто Бобетич
Анто Бобетич (босн. Anto Bobetić) — югославський футболіст, що грав на позиції нападника. Відомий виступами за клуб «Славія» (Сараєво).

## Клубна кар'єра
Грав у складі футбольного клубу «Славія» (Сараєво), що виступав у вищому дивізіоні чемпіонату Югославії. Зіграв 2 матчі в чемпіонаті Югославії 1939 року.
Став бронзовим призером чемпіонату Югославії у сезоні 1939-1940. 20 найсильніших команд були поділені на дві групи - сербську і хорватсько-словенську. «Славія» стала третьою у сербській лізі, а потім також посіла третє місце і у фінальному турнірі для шести команд. На рахунку Бобетича 4 матчі у фінальному турнірі і 2 голи.
Завдяки третьому місцю у чемпіонаті, «Славія» отримала можливість виступити у престижному центральноєвропейському Кубку Мітропи 1940, у якому того року брали участь лише клуби з Угорщини, Югославії і Румунії, через початок Другої світової війни. У чвертьфіналі «Славія» зустрічалась з сильним угорським «Ференцварошем». В домашньому матчі без Анто команда з Сараєво сенсаційно перемогла з рахунком 3:0. У матчі-відповіді Бобетич вийшов на позиції правого напівсереднього форварда, а його команда розгромно програла «Ференцварошу» з рахунком 1:11 і вийшла у півфінал. Єдиний гол забив якраз Бобетич за рахунку 0:8.
Сезон 1940-41 грав у складі «Славії» в чемпіонаті Сербії, хоча саме місто Сараєво після окупації німецькими військами відійшло до складу Незалежної Держави Хорватія. Команда посіла дев'яте місце серед десяти учасників. Після 1941 року клуб «Славія» не був активним, а по закінченні війни був розформований соціалістичною владою.

## Статистика виступів
| №                      | Розіграш               | Стадія                 | Дата та місце проведення | Команда 1              | Рахунок | Команда 2        | Голи |
| ---------------------- | ---------------------- | ---------------------- | ------------------------ | ---------------------- | ------- | ---------------- | ---- |
| 1                      | 1940                   | 1/4                    | 23.06.1940 Будапешт      | Ференцварош            | 11:1    | Славія (Сараєво) | 72'  |
| Всього у кубку Мітропи | Всього у кубку Мітропи | Всього у кубку Мітропи | Всього у кубку Мітропи   | Всього у кубку Мітропи | 1       |                  | 1    |

## Трофеї і досягнення
- Бронзовий призер чемпіонату Югославії: 1940